# 中國地形宏觀區域
中國地形宏觀區域、又譯中國宏觀區域、宏觀區域理論是由美國人類學家施堅雅提出的分析模式及理論（因此又稱施堅雅模式），依主要大河流的排水盆地及其他會影響旅行的地理因素，將漢地劃成九大區, 並主張這九大區域在環境、經濟資源、文化及相互依賴及偶時獨立的眾面向來說，有相當不同的特性。  這在其主要論文「中华帝国晚期的城市」中在解釋城市地位升降的原因、区域发展与中心城市的关系中對相關研究有關鍵影響。該理論及分析方式又稱為「施坚雅模式」。

## 19世紀中國
施堅雅及其學派主張在中國現代化之前，中國的交通體系主要是受限於地形宏觀區域的限制，因此地形宏觀區域同時也相當於19世紀的社會經濟宏觀區域。這些區域包括
- 10 中國东北区  Northeast China
- 20 中國华北区 North China
- 30 中國西北区 Northwest China
  - 渭-汾 流域分区
  - 黄河上游分区
  - 河西甘肃走廊分区
- 40 长江上游区
- 50 长江中游区
  - 长江中游分区
  - 赣江流域分区
  - 沅江流域分区
  - 汉江上游分区
- 60 长江下游区
- 70 东南沿海区 (約包括 福建, 廣東東部, 浙江南部, 及台灣)
  - 瓯灵流域分区
  - 闽江流域分区
  - 漳泉分区
  - 韩江流域分区
  - 台灣分区
- 80 岭南区,[11]
- 90 云贵区;

新疆, 西藏, 青海及內蒙古的大部份都未納入施堅雅的分類.

## 20世紀中國
施堅雅認為20世紀中國的九個社會經濟宏觀區域的核心沒變，只在範圍上和19世紀的有些許差異.

## 引用書目
1. ↑  Joseph Needham, Francesca Bray, Hsing-Tsung Huang, Christian Daniels, Nicholas K. Menzies (1984) "Science and Civilisation in China" ISBN 0-521-63262-5
2. ↑  George William Skinner; 陈桥驿. . 中华书局. 2000  [8 January 2013].
3. ↑  Linda Cooke Johnson. . 上海人民出版社. 2005  [8 January 2013]. ISBN 978-7-208-05589-6.
4. ↑  They were described in Skinner's landmark essays in  The City in Late Imperial China (1977), G.W. Skinner (ed.) (1977) "The City in Late Imperial China." Stanford University Press.
5. ↑  . 中国文化硏究所. 1998  [8 January 2013].
6. ↑  赵毅. . 吉林人民出版社. 2008  [8 January 2013]. ISBN 978-7-206-05439-6.
7. ↑  . 世界历史杂志社. 1992  [8 January 2013].
8. ↑  任放, 2004, 施坚雅模式与中国近代史研究 （页面存档备份，存于） 《近代史研究》2004年第4期
9. ↑  刘招成 , 2003, 施坚雅模式研究 （页面存档备份，存于）, 华东师范大学博士論文
10. 1 2  "A note regarding the Physiographic and Socioeconomic Macroregions of China" （页面存档备份，存于）, by G. William Skinner, Mark Henderson, and Zumou Yue
11. ↑  Robert Marks (1997) "Tigers, Rice, Silk, and Silt: Environment and Economy in Late Imperial South China", Cambridge University Press, ISBN 0-521-59177-5

## 外部連結
中國地形宏觀區域的相關地圖及資料有相關的GIS Shapefile 檔（页面存档备份，存于），可在哈佛中國歷史GIS網站（页面存档备份，存于）取得。